# Římskokatolická duchovní správa u kostela Nanebevzetí Panny Marie, Brno
Římskokatolická duchovní správa u kostela Nanebevzetí Panny Marie, Brno je územním společenstvím římských katolíků v rámci brněnského děkanství brněnské diecéze. Nachází se na území farnosti svatého Jakuba.

## Historie duchovní správy
Do Brna přišli jezuité v roce 1570. Od roku 1578 až do 60. let 17. století zde budovali svoji kolej. V tomto rozlehlém komplexu budov bylo umístěno gymnázium a seminář pro chudé studenty, ale především noviciát české jezuitské provincie.Jezuitským noviciátem v Brně prošla řada významných osobností – například Jezuitským noviciátem a kolejí prošla řada významných osobností Bohuslav Balbín, Josef Dobrovský, misionář a botanik Jiří Josef Kamel či matematik Jakub Kresa. V brněnském noviciátě byli formováni také někteří významní jezuitští mučedníci – sv. Edmund Kampián, sv. Jan Ogilvie, sv. Melichar Grodecký a sv. Štěpán Pongrácz. Dne 19. března 1609 přijal v brněnském jezuitském kostele jáhenské svěcení sv. Jan Sarkander.V sedmnáctém století zde působil také P. Martin Středa.
Po zrušení Tovaryšstva patřil kostel od roku 1783 armádě. Kolej sloužila jako kasárna a v rámci asanace a nové výstavby města byla roku 1904 zbourána. Po znovuobnovení jezuitského řádu roku 1814, nebylo v silách jezuitů zabezpečit své původní rezidence v původní plné míře a proto až do roku 1945 jezuité v Brně nepůsobili. K významným diecézním kněžím, kteří v jezuitském kostele sloužili bohoslužby, patřil mj. P. Alois Slovák (1859-1930), středoškolský profesor a vlastenecký kazatel. Z jeho podnětu byla vybudována Mohyla míru. Během druhé světové války byl kostel 20. listopadu 1944 při náletu na Brno silně poškozen. Díky rozsáhlým rekonstrukcím se kostel podařilo zachránit. Jezuité se do Brna vrátili po roce 1945, kdy zde vznikla nejmladší kolej při Biskupském gymnáziu. Po likvidaci řeholí v noci z 13. na 14. dubna 1950 byl kostel s duchovní správou svěřen roku 1950 diecézním kněžím. V letech 1982 až 1986 zde působil P. Oldřich Navařík, za něhož se v Brně uskutečnila návštěva Matky Terezy z Kalkaty, která měla v jezuitském kostele promluvu.  Návrat jezuitů do veřejné pastorace byl možný až po listopadu 1989. Diecézní biskup Vojtěch Cikrle komunitu Tovaryšstva Ježíšova do Brna povolal v roce 1990, symbolicky 26. srpna, ve výroční den úmrtí P. Martina Středy. Prvním polistopadovým rektorem kostela se stal P. František Lízna (1990 -1995).

## Duchovní správci
Duchovním správcem (rektorem) byl od 1. července 2010 do 4. února 2013 P. Ing. Josef Stuchlý, SJ. Poté, co se ujal funkce provinciála jezuitů, byl rektorem od 4. února 2013 do června 2013 P. Pavel Bačo SJ. Od 1. července téhož roku byl jmenován rektorem P. Ing. František Hylmar, SJ.
Toho jako rektor vystřídal od 1. srpna 2016 P. Josef Čunek, SJ. Novým rektorem se od září 2018 stal P. Vojtěch Suchý SJ.

## Bohoslužby
| Kostel                         | Místo      | Bohoslužba                                       | Poznámka                                                                        |                   |
| ------------------------------ | ---------- | ------------------------------------------------ | ------------------------------------------------------------------------------- | ----------------- |
| Kostel Nanebevzetí Panny Marie | Brno-střed | neděle pondělí úterý středa čtvrtek pátek sobota | 7.30, 9.00 (anglická), 10.30, 21.00 12.15, 19.00 12.15 7.30, 12.15, 19.00 12.15 | rektorátní kostel |

## Aktivity
V kontextu města Brna je významná pastorace vysokoškolských studentů a aktivity na Biskupském gymnáziu. S působením jezuitské komunity úzce souvisí činnost Vysokoškolského katolického hnutí.